# 400 mètres nage libre aux Jeux olympiques de 1908
Navigation
Saint-Louis 1904 Stockholm 1912
L'épreuve de 400 m nage libre hommes des Jeux olympiques de 1908 a eu lieu du 13 juillet 1908 au 16 juillet 1908 au  White City Stadium de Londres.
La piscine, longue de 100 mètres et large de 50 pieds (soit une quinzaine de mètres), est creusée au milieu du stade de White City, construit pour les Jeux et où se déroule aussi la majeure partie des épreuves sportives. Participent au 400 mètres nage libre 25 nageurs, mais 25 autres déclarent forfait aussi,. La course est dominée par le nageur britannique Henry Taylor.

## Séries
| Série | Rang  | Pays | Nom                    | Temps        | Qualification         |
| ----- | ----- | ---- | ---------------------- | ------------ | --------------------- |
| 6     | 1     |      | Henry Taylor           | 5 min 42 s 2 | Q                     |
| 1     | 1     |      | Thomas Battersby       | 5 min 48 s 8 | Q                     |
| 4     | 1     |      | Frank Beaurepaire      | 5 min 49 s 2 | Q                     |
| 7     | 1     |      | Otto Scheff            | 5 min 51 s   | Q                     |
| 1     | 2     |      | Béla Las-Torres        | 5 min 52 s 2 | q (meilleur deuxième) |
| 2     | 1     |      | William Foster         | 5 min 54 s 8 | Q                     |
| 6     | 2     |      | Frank Springfield (en) | 5 min 57 s 4 |                       |
| 8     | 1     |      | Imre Zachár            | 6 min 9 s 8  | Q                     |
| 5     | 1     |      | Paul Radmilovic        | 6 min 10 s   | Q                     |
| 4     | 2     |      | Sam Blatherwick        | 6 min 16 s 8 |                       |
| 9     | 1     |      | Henrik Hajós (en)      | 6 min 19 s 8 | Q                     |
| 7     | 2     |      | William Haynes (en)    | 6 min 21 s 2 |                       |
| 2     | 2     |      | Adolf Andersson (en)   | 6 min 28 s   |                       |
| 3     | 1     |      | Theo Tartakover        | 6 min 35 s   | Q                     |
| 9     | 2     |      | Arthur Sharp (en)      | 7 min 0 s 4  |                       |
| 5     | 2     |      | Aage Holm (en)         | 8 min 8 s 8  |                       |
| 1     | 3     |      | Leo Goodwin            | non connu    |                       |
| 1     | 4     |      | Vilhelm Andersson      | non connu    |                       |
| 1     | n. c. |      | Henri Decoin           | abandon      |                       |
| 4     | 3     |      | Conrad Trubenbach (en) | non connu    |                       |
| 4     | n. c. |      | Davide Baiardo         | abandon      |                       |
| 6     | 3     |      | Mario Massa            | non connu    |                       |
| 7     | n. c. |      | Frits Meuring (en)     | abandon      |                       |
| 7     | n. c. |      | Hjalmar Saxtorph       | abandon      |                       |

Les trois premières séries du 400 mètres nage libre eurent lieu le lundi 13 juillet, à 16 h, juste après l'ouverture des Jeux ; les six suivantes le mardi 14 juillet à 16 h 45. Étaient qualifiés le vainqueur de chaque série et le plus rapide des deuxièmes.
De très nombreux forfaits eurent lieu pour cette course ; la moitié des engagés ne se présentèrent pas : les Australasiens Baker et Cooke, les Belges Boin et Feyaerts, les Américains Daniels, Foster, Hebner et Rich, les Français Rigal, Renou, Roux et Theuriet, le Britannique Unwin, les Hongrois Adam, Apor, Bruckner, von Halmay, Hegner-Toth, Kiss et Tobias, les Italiens de Stefanis et Gonzani et les Suédois Gumper, Larsson et Wennerstrom.

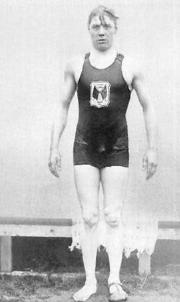
Thomas Battersby.

La première série fut remportée par le Britannique Thomas Battersby en 5 min 48 s 8 avec plus de cinq mètres d'avance devant le Hongrois Béla Las-Torres en 5 min 52 s 2, qualifié au titre de meilleur second, puis l'Américain Leo Goodwin et le Suédois Vilhelm Andersson. Le Français Henri Decoin abandonna à mi-parcours. Goodwin prit un départ rapide, suivi de Las-Torres. Cependant, Battersby virait en tête au cent mètres, en 1 min 14 s ainsi qu'au deux-cents, en 2 min 42 s 4 (donc 1 min 28 s 4 au deuxième cent mètres), devant Las-Torres déjà cinq mètres derrière. Battersby réalisa son troisième cent mètres en 1 min 32 s. Il sembla faiblir dans la dernière longueur, parcourue en 1 min 34 s, puisque Las-Torres qui ne se désunit pas le remonta peu à peu, mais pas suffisamment pour lui ravir la première place,,.
Le Britannique William Foster s'adjugea la deuxième série en 5 min 54 s 8 devant le Suédois Adolf Andersson (en) relégué à près d'une demi-longueur de bassin puisqu'il termina en 6 min 28 s. Foster avait déjà cinq mètres d'avance au premier cent mètres parcouru en 1 min 17 s 6. Il s'envola et vira au deux-cents en 2 min 47 s loin devant son unique adversaire puisque les quatre autres concurrents étaient forfaits,,.
L'Australasien Theo Tartakover remporta seul, ses cinq adversaires étant forfaits, la troisième série en 6 min 35 s en passant en 3 min 6 s 4 à mi-parcours,,.
La quatrième série fut emportée par l'Australasien Frank Beaurepaire qui passa en 1 min 18 s, 2 min 44 s 2 (1 min 26 s 2 au cent) et 4 min 16 s 2 (1 min 32 s au cent) pour finir en 5 min 49 s 2 (1 min 33 s au dernier cent mètres). Il mena de bout en bout devant le Britannique Sam Blatherwick distancé de 3 mètres au premier virage, quinze mètres au second et de 25 mètres à l'arrivée (6 min 16 s 8). L'Américain Conrad Trubenbach finit troisième tandis que l'Italien Davide Baiardo abandonna à mi-parcours,.
Le Britannique Paul Radmilovic survola la cinquième série. Il avait déjà 40 mètres d'avance au premier virage. Il passa en 1 min 23 s 2 puis 2 min 56 s (1 min 33 s au cent) pour finir en 6 min 10 s avec près de 100 mètres d'avance sur le Danois Aage Holm (en) qui arriva en 8 min 8 s 8 ; les quatre autres nageurs étant forfait,.
Le Britannique Henry Taylor mena la sixième série de bout en bout. Il passa en 1 min 19 s 8, 2 min 46 s 2 (1 min 26 s 4 au cent) et 4 min 16 s 2 (1 min 30 s au cent) pour finir en 5 min 42 s 2 (1 min 26 s au dernier cent mètres). Il devançait l'Australasien Frank Springfield (en) (5 min 57 s 4) et l'Italien Mario Massa relégué d'un demi-bassin,.
La septième série vit la victoire de l'Autrichien Otto Scheff en 1 min 16 s 4, 2 min 45 s 2 (1 min 29 s au cent) et 4 min 18 s 4 (1 min 33 s au cent) pour finir en 5 min 51 s (1 min 33 s au dernier cent mètres). William Haynes (en) arracha la seconde place (6 min 21 s 2) juste devant le Hongrois József Ónody. Les Néerlandais Frits Meuring (en) et Danois Hjalmar Saxtorph abandonnèrent,.
La huitième série fut facilement emportée par le Hongrois Imre Zachár en 6 min 9 s 8 : aucun autre nageur ne s'était présenté,.
La neuvième et dernière série fut dominée par le Hongrois Henrik Hajós en 1 min 25 s 4, 2 min 59 s 2 (1 min 34 s au cent) et 4 min 40 s 4 (1 min 41 s au cent) pour finir en 6 min 19 s 8 (1 min 39 s au dernier cent mètres). Le Britannique Arthur Sharp finit second en 7 min 0 s 4,.

## Demi-finales
| Série | Rang | Pays | Nom               | Temps        | Qualification |
| ----- | ---- | ---- | ----------------- | ------------ | ------------- |
| 1     | 1    |      | Otto Scheff       | 5 min 40 s 6 | Q             |
| 1     | 2    |      | Henry Taylor      | 5 min 41 s   | Q             |
| 2     | 1    |      | Frank Beaurepaire | 5 min 44 s   | Q             |
| 2     | 2    |      | William Foster    | 5 min 52 s 2 | Q             |
| 1     | 3    |      | Thomas Battersby  | non connu    |               |
| 1     | 4    |      | Béla Las-Torres   | non connu    |               |
| 1     | 5    |      | Henrik Hajós (en) | non connu    |               |
| 2     | 3    |      | Paul Radmilovic   | non connu    |               |
| 2     | 4    |      | Imre Zachár       | abandon      |               |
| 2     | 5    |      | Theo Tartakover   | forfait      |               |

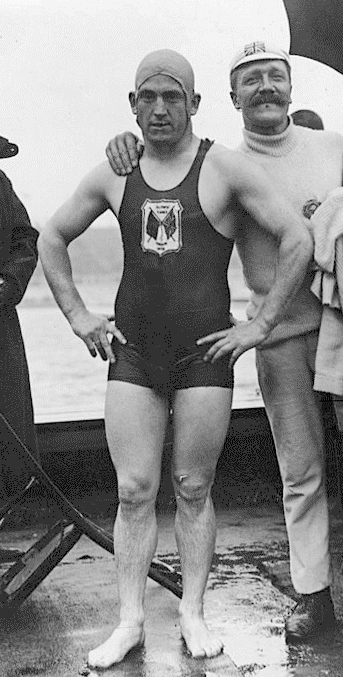
Henry Taylor.

Les demi-finales se déroulèrent le mercredi 15 juillet à 11 h. Pour la première fois depuis le début des épreuves, le temps se montra clément sans aucun risque de pluie. Les deux premiers de chaque demi-finale étaient qualifiés pour la finale.
La première demi-finale fut très disputée entre l'Autrichien Scheff qui s'imposa en 5 min 40 s 6, juste devant les Britanniques Taylor (5 min 41 s) et Battersby distancé de cinq mètres. Les Hongrois Béla Las-Torres et Hajos finirent respectivement 4e et 5e. Battersby avait pris la tête lors de la première longueur, virant en 1 min 19 s juste devant Scheff puis Taylor. Battersby réussit à conserver sa courte avance pour passer au 200 en 2 min 45 s 8 (1 min 26 s au cent). Taylor fournit alors son effort pour passer devant ses adversaires aux 250 mètres et virer avec un mètre d'avance aux 300 en 4 min 14 s 8 (1 min 29 s au cent). Alors qu'il était encore en tête aux 350, Scheff accéléra pour le battre à la touche avec un dernier cent mètres en 1 min 36 s,,.
L'Australasien Beaurepaire mena la seconde demi-finale de bout en bout en passant 1 min 17 s puis 2 min 42 s 6 (1 min 25 s au deuxième cent mètres) pour finir en 5 min 44 s. Le deuxième, le Britannique Foster lui concéda huit secondes (en 5 min 52 s 2). L'autre Britannique Paul Radmilovic arriva troisième avec huit mètres de retard sur le deuxième. Le Hongrois Imre Zachár qui avait viré en deuxième position au cent avait rétrogradé à la troisième place aux 250 avant d'abandonner. Foster, parti doucement, remonta Radmilovic dans la dernière longueur mais ne put inquiéter Beaurepaire, trop loin devant. Theo Tartakover ne prit pas le départ,,.

## Finale
La finale du 400 mètres nage libre eut lieu le jeudi 16 juillet à 16 h 15. Elle se déroula sous une pluie battante,.
Le Britannique Henry Taylor, l'Australasien Frank Beaurepaire et l'Autrichien Otto Scheff furent longtemps au coude à coude. Taylor avait une courte avance sur Beaurepaire au 50, avec Scheff un peu distancé. Les trois hommes virèrent tous en 1 min 15 s (séparés de quelques centièmes) au cent mètres. Taylor et Scheff se détachèrent de quelques mètres dans la deuxième longueur : le premier virant en 2 min 35 s et le deuxième en 2 min 37 s ; Beaurepaire en embuscade. Celui-ci effectua une belle troisième longueur et remonta ses adversaires pour virer en même temps que Taylor aux 300 mètres en 4 min 10 s (1 min 35 s au cent pour Taylor ; un peu plus rapide pour Beaurepaire). Mais, ce ne fut pas suffisant, dans le sprint final, le style de Taylor, plus fluide, lui permit de s'imposer, en 5 min 36 s 8 (1 min 26 s 8 au dernier cent) devant Beaurepaire, médaille d'argent en 5 min 44 s 2 (1 min 34 s 2 au dernier cent). Scheff prit le bronze en 5 min 46 s,,. Le Britannique William Foster termina à la quatrième place. À l'issue de l'épreuve, l'Autrichien Otto Scheff porta réclamation contre Taylor, l'accusant de l'avoir gêné en ne nageant pas droit . Elle fut rejetée par le jury.